# Volvo Ocean Race 2008-09

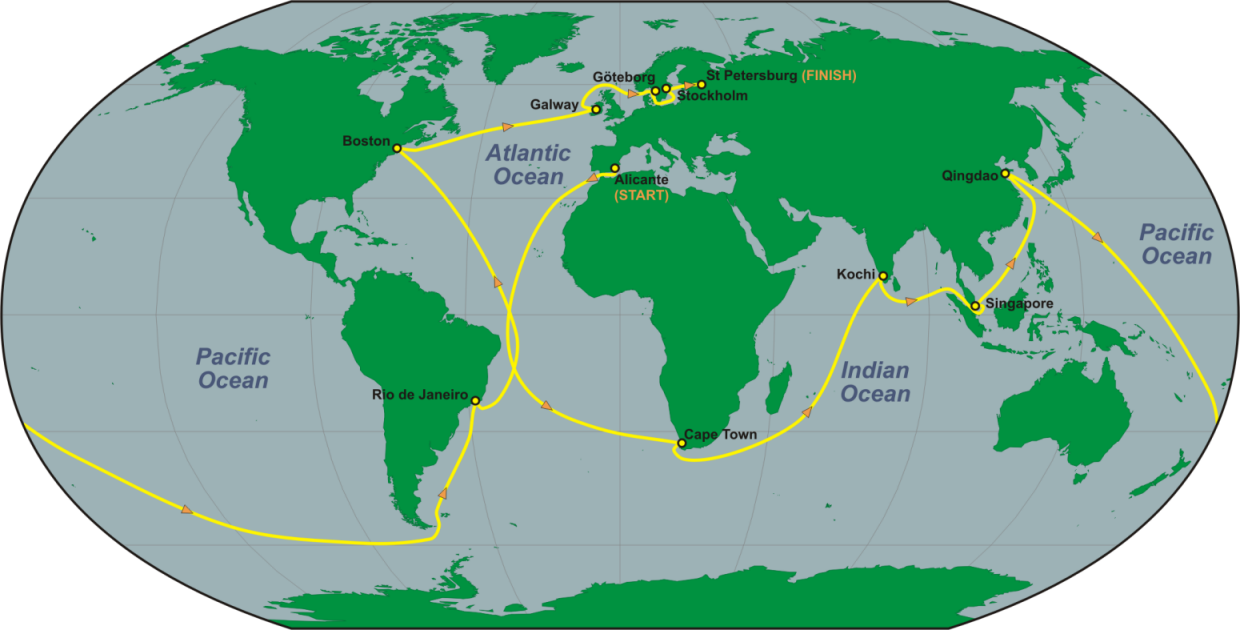

Volvo Ocean Race 2008–09 — навколосвітні перегони серії Volvo Ocean Race 2008—2009 років. У перегонах взяли участь 8 яхт класу Volvo Open 70.
У перегонах було 10 етапів. Перегони стартували в Аліканте, Іспанія 11 жовтня 2008 року і вперше включали зупинки в Індії та Азії з маршрутом понад 39 000 морських миль, та тривали дев'ять місяців. За перегонами спостерігали близько 2 млрд чоловік у всьому світі. Організатори турніру також запропонували всім охочим взяти участь у грі — віртуальних комп'ютерних перегонах. У 2008—2009 роках до цього проекту приєдналось близько 221 тис. чоловік.

## Учасники
| Команда                                              | Прапор   | Проектант    | Будівник               | Шкіпер                                 | Яхта                                              |
| ---------------------------------------------------- | -------- | ------------ | ---------------------- | -------------------------------------- | ------------------------------------------------- |
| Ericsson Racing Team Ericsson 3 – Nordic crew        | SWE 3    | Швеція       | Juan Kouyoumdjian      | Killian Bushe                          | Magnus Olsson (Leg 4- ) Anders Lewander (Leg 1–3) |
| Ericsson Racing Team Ericsson 4 – International crew | SWE 4    | Швеція       | Juan Kouyoumdjian      | Killian Bushe                          | Torben Grael                                      |
| Green Dragon Racing Team Green Dragon                | IRL 888  | Ірландія КНР | Reichel/Pugh           | McConaghy Boats                        | Іян Вокер                                         |
| Puma Ocean Racing Team Il Mostro                     | USA 1948 | США          | Botin Carkeek          | Goetz Custom Boats & Customline Yachts | Ken Read                                          |
| Team Delta Lloyd Black Betty                         | NED 1    | Нідерланди   | Juan Kouyoumdjian      | Killian Bushe                          | Roberto Bermudez (Leg 2- ) Ger O'Rourke (Leg 1)   |
| Team Russia (Sponsor: WDCS) Kosatka                  | RUS 1    | Росія        | Humphreys Yacht Design | Green Marine                           | Andreas Hanakamp                                  |
| Telefonica Blue H.R.M. Elena                         | ESP 12   | Іспанія      | Farr Yacht Design      | King Marine                            | Bouwe Bekking                                     |
| Telefonica Black H.R.M. Cristina                     | ESP 11   | Іспанія      | Farr Yacht Design      | Southern Ocean Marine                  | Фернандо Ечаваррі                                 |